# Сехенд
Сехенд или Сахенд (на персийски: سهند, на азербайджански: Səhənd) е вулканичен масив в Северозападен Иран, издигащ се в югоизточната част на  Арменската планинска земя, източно от езерото Урмия (Резайе). Периметърът на основата на масива е с дължина над 230 km, а диаметърът – около 75 km. Най-високата точка е угасналият вулкан Херемдаг 3707 m. Масивът е изграден от андезитови и базалтови лави, туфи и вулканична пепел. Склоновете му са силно разчленени от баранкоси с дълбочина до 300 m. Най-високите му части са заети от вечни снегове. Не са известни данни за изригвания през историческо време. От него на север, запад и юг се стичат къси реки, принадлежащи към водосборния басейн на езерото Урмия, а на изток тече река Керанку, от басейна на Сефидруд, вливаща се в Каспийско море. В северното му подножие е разположен големия ирански град Тебриз.